# Aboisso
Aboisso este un oraș din regiunea Sud-Comoé, Coasta de Fildeș.